# Список птахів острова Пасхи
Це перелік птахів, що трапляються на острові Пасхи

## Тинамуподібні
Родина: Тинамові (Tinamidae)
| Українська назва  | Біноміальна назва      | Примітки       |
| ----------------- | ---------------------- | -------------- |
| Інамбу чилійський | Nothoprocta perdicaria | інтродукований |

## Куроподібні
Родина: Фазанові (Phasianidae)
| Українська назва | Біноміальна назва | Примітки       |
| ---------------- | ----------------- | -------------- |
| Курка банківська | Gallus gallus     | інтродукований |

## Буревісникоподібні
Родина: Буревісникові (Procellariidae)
| Українська назва          | Біноміальна назва     | Примітки |
| ------------------------- | --------------------- | -------- |
| Буревісник гігантський    | Macronectes giganteus |          |
| Буревісник велетенський   | Macronectes halli     |          |
| Пінтадо                   | Daption capense       |          |
| Тайфунник кермадецький    | Pterodroma neglecta   |          |
| Тайфунник макронезійський | Pterodroma alba       |          |
| Буревісник острівний      | Puffinus nativitatis  |          |

## Фаетоноподібні
Родина: Фаетонові (Phaethontidae)
| Українська назва      | Біноміальна назва   | Примітки |
| --------------------- | ------------------- | -------- |
| Фаетон білохвостий    | Phaethon lepturus   |          |
| Фаетон червонохвостий | Phaethon rubricauda |          |

## Сулоподібні
Родина: Фрегатові (Fregatidae)
| Українська назва      | Біноміальна назва | Примітки |
| --------------------- | ----------------- | -------- |
| Фрегат тихоокеанський | Fregata minor     |          |

Родина: Сулові (Sulidae)
| Українська назва | Біноміальна назва | Примітки |
| ---------------- | ----------------- | -------- |
| Сула жовтодзьоба | Sula dactylatra   |          |

## Пеліканоподібні
Родина: Чаплеві (Ardeidae)
| Українська назва     | Біноміальна назва | Примітки |
| -------------------- | ----------------- | -------- |
| Чепура тихоокеанська | Egretta sacra     |          |
| Чапля єгипетська     | Bubulcus ibis     |          |

## Яструбоподібні
Родина: Яструбові (Accipitridae)
| Українська назва | Біноміальна назва        | Примітки |
| ---------------- | ------------------------ | -------- |
|                  | Circus cinereus          |          |
| Агуя             | Geranoaetus melanoleucus |          |

## Соколоподібні
Родина: Соколові (Falconidae)
| Українська назва | Біноміальна назва | Примітки       |
| ---------------- | ----------------- | -------------- |
| Хіманго          | Milvago chimango  | інтродукований |

## Журавлеподібні
Родина: Пастушкові (Rallidae)
| Українська назва | Біноміальна назва  | Примітки |
| ---------------- | ------------------ | -------- |
|                  | Porzana sp.        | †вимер   |
|                  | gen. et sp. indet. | †вимер   |

## Сивкоподібні
Родина: Сивкові (Charadriidae)
| Українська назва | Біноміальна назва | Примітки |
| ---------------- | ----------------- | -------- |
| Сивка бурокрила  | Pluvialis fulva   |          |

Родина: Баранцеві (Scolopacidae)
| Українська назва        | Біноміальна назва | Примітки |
| ----------------------- | ----------------- | -------- |
| Коловодник аляскинський | Tringa incana     |          |
| Побережник білий        | Caldris alba      |          |

Родина: Мартинові (Laridae)
| Українська назва      | Біноміальна назва    | Примітки |
| --------------------- | -------------------- | -------- |
| Крячок бурий          | Anous stolidus       |          |
| Крячок сірокрилий     | Anous albivitta      |          |
| Крячок білий          | Gygis alba           |          |
| Крячок строкатий      | Onychoprion fuscatus |          |
| Крячок полінезійський | Onychoprion lunatus  |          |

## Голубоподібні
Родина: Голубові (Columbidae)
| Українська назва | Біноміальна назва | Примітки       |
| ---------------- | ----------------- | -------------- |
| Голуб сизий      | Columba livia     | інтродукований |

## Папугоподібні
| Українська назва | Біноміальна назва  | Примітки |
| ---------------- | ------------------ | -------- |
|                  | gen. et sp. indet. | †вимер   |
|                  | gen. et sp. indet. | †вимер   |

## Совоподібні
Родина: Сипухові (Tytonidae)
| Українська назва | Біноміальна назва | Примітки         |
| ---------------- | ----------------- | ---------------- |
| Сипуха           | Tyto alba         | вимер на острові |

## Горобцеподібні
Родина: Саякові (Thraupidae)
| Українська назва | Біноміальна назва | Примітки       |
| ---------------- | ----------------- | -------------- |
| Діука південна   | Diuca diuca       | інтродукований |

Родина: Горобцеві (Passeridae)
| Українська назва | Біноміальна назва | Примітки       |
| ---------------- | ----------------- | -------------- |
| Горобець хатній  | Passer domesticus | інтродукований |